# 角正太郎
角 正太郎（すみ しょうたろう、1899年 - 1987年）は、日本の実業家、映画館経営者・映画製作者である。株式会社シネマハウスの前身である株式会社草津第二映画劇場（滋賀県草津市）を経営、映画製作会社の大東興業株式会社（東京都中央区）を創立して『キクとイサム』『武器なき斗い』の2作を製作した。伊藤武郎の独立映画、洋画配給会社の大洋映画の代表を歴任した。別名角 剛治（すみ たけはる）。

## 人物・来歴
1899年（明治32年）に生まれる。

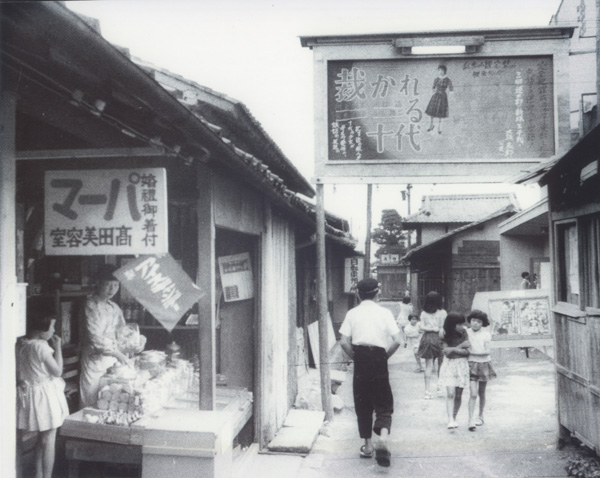
角が復興した草津映画劇場、1956年の写真。

1928年（昭和3年）前後、京都市中京区の新京極通にあった映画館・キネマ倶楽部（のちの菊水映画劇場）の支配人に就任する。同館は、神戸・新開地の菊水キネマ商会（代表・大島菊松）が所有・経営する映画館であり、大正時代から洋画（輸入映画）専門の自由配給館であった。一時、東亜キネマ（1927年）、帝国キネマ演芸（1929年）の興行系統にあった時期を経て、脚本家の依田義賢がまだ銀行員であり同館に通っていた1930年（昭和5年）前後には洋画専門館に戻っていた。角が支配人であったこの時期、大橋孝一郎の製作する小型映画の上映等も行った。角はその後も同館の支配人を務め、第二次世界大戦中の1944年（昭和19年）前後まで在任した。
戦後は、1948年（昭和23年）8月、滋賀県栗太郡草津町大字大路井（現在の同県草津市大路1丁目）の映画館、文榮座（のちの草津グリーン劇場）の経営権を取得、同館の経営を行う。1951年（昭和26年）4月には三重県上野市（現在の同県伊賀市上野地区）に上野映画劇場を新設・開館、1953年（昭和28年）12月には滋賀県野洲郡守山町（現在の同県守山市）の大黒座の経営権を取得、守山映画劇場に改称する。1956年（昭和31年）には草津市草津本町2丁目（現在の同市草津2丁目）で休眠状態にあった大正座を買収、これを復興して草津映画劇場と改称、同年、同市内大路井町（現在の大路1丁目）に草津第二映画劇場を新設・開館するとともに文榮座の建物を舟木秀之に売却、草津第二映画劇場を文榮座の後継劇場とした。角が手放した文榮座の建物は文栄映画劇場と改称し、最終的に草津グリーン劇場となった（1993年閉館）。このころには守山映画劇場の経営者として、角に代り、角の次男・角沙門の名が掲載されるようになった。
1958年（昭和33年）11月2日には、東京都中央区銀座2丁目に大東興業株式会社を設立した。同社は伊藤武郎が1954年（昭和29年）に設立した映画配給会社・独立映画の傍系会社で、角が同社の代表取締役になる以前、独立映画の取締役に就任していた。同社は資本金1,000万円、取締役には石原謙、杉本義夫、今井正、山本薩夫、家城巳代治、監査役に辻誠が就任した。同年12月末、経営不振の独立映画は、日本の独立系映画の配給業務を停止、伊藤武郎らは取締役を辞任、独立映画の代表取締役会長に角が就任している。同社設立第1作の『キクとイサム』（監督今井正）は、翌1959年（昭和34年）3月29日に松竹の受託配給により公開されたが、この撮影にあたって、角沙門はスタッフとして製作に参加しており、完成後には、イサムを演じた奥の山ジョージを草津の自宅に引き取って育てた。
同年8月1日、事実上機能が停止していた独立映画に替わる新たな洋画配給会社として、大洋映画を設立、角は代表取締役社長に就任したが、1960年（昭和35年）3月、北欧映画とともにヘラルド映画（のちの角川ヘラルド・ピクチャーズ、現在のKADOKAWA角川書店ブランドカンパニー）に合併した。同年、設立第2作の『武器なき斗い』（監督山本薩夫）の製作を行い、同作については大東興業が自主配給を行い、同年11月8日に公開された。同年、大東興業の取締役に在任していた角の長男・角舎利を専務取締役営業部長に就任させて、東京における同社の経営を任せ、角は、伊賀上野の上野映画劇場の経営に専念した。当時の『映画年鑑』にみる角の肩書は「上野映画劇場経営者」である。草津第二映画劇場については1959年から、草津映画劇場については1962年（昭和37年）から、角に代り角沙門の名が掲載されるようになった。1963年（昭和38年）には草津映画劇場を閉館した。
1970年代に入ると、上野映画劇場の経営者は角舎利が代表を務める角商事、支配人は角舎利が兼任するようになり、角は表舞台から名が消えた。1973年（昭和48年）には守山映画劇場を閉館した。
1987年（昭和62年）に死去した。享年89（満87-88歳の没）。

## フィルモグラフィ
角が製作・配給した映画作品の一覧である。東京国立近代美術館フィルムセンター（NFC）等の所蔵状況についても記す。
- 『キクとイサム』 : 監督今井正、製作大東興業、配給松竹、1959年3月29日公開 - 製作、117分の上映用プリントをNFCが所蔵[14]
- 『決戦珊瑚礁（英語版）』 : 監督ポール・ウェンドコス（英語版）、配給大洋映画、年12月1日公開 - 配給[35]
- 『武器なき斗い』 : 監督山本薩夫、製作・配給大東興業、1960年11月8日公開 - 製作・配給、136分の上映用プリントをNFCが所蔵[15]

## 映画館
角が関わった映画館の一覧である。
- 菊水映画劇場 （京都市中京区） - 支配人（1928年前後 - 1944年前後、1971年閉館）
- 文榮座 （滋賀県草津市） - 経営（1948年 - 1956年、1993年閉館）
- 上野映画劇場 （三重県上野市） - 経営（1951年 - 1970年前後、1990年閉館）
- 守山映画劇場 （滋賀県神崎郡守山町） - 経営（1953年 - 1955年、1973年閉館）
- 草津映画劇場 （滋賀県草津市） - 経営（1956年 - 1962年、1963年閉館）
- 草津第二映画劇場 （滋賀県草津市） - 経営（1956年 - 1959年、2007年閉館）